# إميليانو ديز
إميليانو ديز (بالإسبانية: Emiliano Díez)‏ مواليد 26 أغسطس 1947، هو ممثل كوبي أمريكي بدأ مسيرته الفنية سنة 1976. اشتهر بدوره في عدد من مسلسلات التيلينوفيلا.

## الأعمال

### أفلام
- ستيب أب ريفلوشن (2012)

### مسلسلات
- ماريا إيلينا (1994)
- نعم عزيزي (2002)
- الجميع يحب رايموند (2003) (بدور: هيكتور)
- نزل بيتس (2015)
- إلينا من آفالور (2016) (بدور: فرانسيسكو)
- إن سي آي إس (2017)

## روابط خارجية
- إميليانو ديز على موقع IMDb (الإنجليزية)
- إميليانو ديز على موقع ميوزك برينز (الإنجليزية)
- إميليانو ديز على موقع قاعدة بيانات الفيلم (الإنجليزية)
- إميليانو ديز على موقع كينوبويسك (الروسية)